# Бей-Харбор-Айлендс (Флорида)
Бей-Харбор-Айлендс (англ. Bay Harbor Islands) — муниципалитет, расположенный в округе Майами-Дейд (штат Флорида, США) с населением в 5131 человек по статистическим данным переписи 2009 года.

## География
По данным Бюро переписи населения США муниципалитет Бей-Харбор-Айлендс имеет общую площадь в 1,55 квадратного километра, из которых 1,04 кв. километра занимает земля и 0,52 кв. километра — вода. Площадь водных ресурсов округа составляет 33,55 % от всей его площади.
Муниципалитет Бей-Харбор-Айлендс расположен на высоте 2 м над уровнем моря.

## Демография
По данным переписи населения 2009 года в Бей-Харбор-Айлендс проживало 5131 человек, 1295 семей, насчитывалось 2612 домашних хозяйств и 3103 жилых дома. Средняя плотность населения составляла около 3310,32 человек на один квадратный километр. Расовый состав населённого пункта распределился следующим образом: 91,22 % белых, 0,08 % — коренных американцев, 0,06 % — выходцев с тихоокеанских островов, 2,80 % — представителей смешанных рас, 2,84 % — других народностей. Испаноговорящие составили от всех жителей.
Из 2612 домашних хозяйств в 20,3 % воспитывали детей в возрасте до 18 лет, 35,6 % представляли собой совместно проживающие супружеские пары, в 10,7 % семей женщины проживали без мужей, 50,4 % не имели семей. 43,1 % от общего числа семей на момент переписи жили самостоятельно, при этом 18,6 % составили одинокие пожилые люди в возрасте 65 лет и старше. Средний размер домашнего хозяйства составил 1,97 человека, а средний размер семьи — 2,71 человека.
Население муниципалитета по возрастному диапазону по данным переписи 2000 года распределилось следующим образом: 18,0 % — жители младше 18 лет, 5,0 % — между 18 и 24 годами, 32,1 % — от 25 до 44 лет, 21,7 % — от 45 до 64 лет и 23,3 % — в возрасте 65 лет и старше. Средний возраст жителей составил 42 года. На каждые 100 женщин в Бей-Харбор-Айлендс приходилось 80,1 мужчины, при этом на каждые сто женщин 18 лет и старше приходилось 75,3 мужчины также старше 18 лет.
Средний доход на одно домашнее хозяйство составил 38 514 долларов США, а средний доход на одну семью — 43 939 долларов. При этом мужчины имели средний доход в 38 750 долларов США в год против 31 044 доллара среднегодового дохода у женщин. Доход на душу населения составил 38 514 долларов в год. 8,0 % от всего числа семей в населённом пункте и 13,1 % от всей численности населения находилось на момент переписи населения за чертой бедности, при этом 20,7 % из них были моложе 18 лет и 6,8 % — в возрасте 65 лет и старше.